# 稲荷神社 (千葉市中央区稲荷町)
稲荷神社（いなりじんじゃ）は、千葉県千葉市中央区の神社。

## 歴史
創建年代は不明である。日本武尊の東征の際、当地にて豊宇気大神を祀ったのが起源という。千葉妙見宮（現在の千葉神社）の記録「千学集」によれば、この時点（千葉氏の勃興時）で既に存在していたという。
平安時代後期の千葉氏の当主千葉常重は当社を保護し、守護神として崇敬した。しかし千葉氏衰退後、当社も衰微していった。延宝年間（1673年 - 1681年）、当地を所領とする旗本深尾八太夫は、日蓮宗の「上行院」（現在は廃寺）を別当寺として創建し、再興を図った。現在の社殿は天保年間（1830年 - 1844年）に建てられたものである。

## 交通アクセス
- 蘇我駅より徒歩16分。